# Società Sportiva Nola 1986-1987
Questa voce raccoglie le informazioni riguardanti la Società Sportiva Nola nelle competizioni ufficiali della stagione 1986-1987.

## Stagione
La stagione 1986-1987 del Nola è stata la seconda stagione in Serie C2 e la terza complessiva in Serie C. Il club nolano, inoltre, ha partecipato per la seconda volta alla Coppa Italia di Serie C: in questa competizione vinse agevolmente il proprio girone, ma fu poi esclusa per l'irregolare tesseramento dei propri calciatori che costò al club la sconfitta 2-0 a tavolino in tutte le partite disputate. Nel corso della sosta natalizia, e più precisamente a capodanno, il Nola giocò un'amichevole di lusso col Napoli, che da lì a pochi mesi si sarebbe laureato per la prima volta campione d'Italia: i partenopei vinsero 3-1 con reti di Muro, Bagni e Giordano.
A guidare i bianconeri fu Ballarò, alla guida del Nola dalla stagione precedente: i nolani si salvarono agevolmente, chiudendo il campionato al decimo posto.

## Organigramma societario
- Presidente Onorario: ing. Aniello Taurisano
- Presidente: rag. Salvatore Ruoppo
- Direttore Sportivo: geom. Franco Napolitano
- Segretario: Girolamo Guida
- Medico sportivo: Giuseppe Sasso e Gaetano Profeta
- Allenatore: Alfredo Ballarò
- Sede: Piazza Duomo - Nola (NA)

## Rosa
| N. |                      | Ruolo | Calciatore          |
| -- | -------------------- | ----- | ------------------- |
|    | Italia (bandiera)    | A     | Pasquale Angora     |
|    | Italia (bandiera)    | D     | Stefano Boggia      |
|    | Italia (bandiera)    | D     | Nicola Cassano      |
|    | Argentina (bandiera) | C     | Osvaldo Dalla Buona |
|    | Italia (bandiera)    | A     | Aniello De Risi     |
|    | Italia (bandiera)    | C     | Ercole Di Baia      |
|    | Italia (bandiera)    | C     | Antonio Falanga     |
|    | Italia (bandiera)    | C     | Leandro Ferrentino  |
|    | Italia (bandiera)    | D     | Aniello Iaccarino   |
|    | Italia (bandiera)    | C     | Domenico Izzo       |
|    | Italia (bandiera)    | D     | Vincenzo La Manna   |

| N. |                   | Ruolo | Calciatore         |
| -- | ----------------- | ----- | ------------------ |
|    | Italia (bandiera) | D     | Luciano Mordocco   |
|    | Italia (bandiera) | P     | Carlo Pagliarulo   |
|    | Italia (bandiera) | A     | Claudio Pellegrini |
|    | Italia (bandiera) | D     | Francesco Pesacane |
|    | Italia (bandiera) | A     | Franco Piccinetti  |
|    | Italia (bandiera) | D     | Ciro Raimondo      |
|    | Italia (bandiera) | C     | Mauro Ruffelli     |
|    | Italia (bandiera) | P     | Vincenzo Strino    |
|    | Italia (bandiera) | C     | Daniele Tani       |
|    | Italia (bandiera) | D     | Antonio Vergari    |

## Risultati

### Serie C2

#### Girone di andata
| Pagani 21 settembre 1986 1ª giornata | Paganese           | 0 – 0 | Nola | Stadio Marcello Torre (1000 spett.)\| Arbitro: \| Di Savino (Foggia) \| |
| Arbitro:                             | Di Savino (Foggia) |       |      |                                                                         |

| Arbitro: | Scarcelli (Cosenza) |

|                          |           |                          |
| Cassano 15’ Mordocco 49’ | Marcatori | 43’ Spinella 82’ Milazzo |

| Arbitro: | Bonci (Siena) |

|                           |           |                          |
| Piccinetti 33’ Angora 75’ | Marcatori | 22’ Bellucci 84’ Fornari |

| Afragola 12 ottobre 1986 4ª giornata | Afragolese    | 0 – 0 | Nola | Stadio Luigi Moccia\| Arbitro: \| Leida (Udine) \| |
| Arbitro:                             | Leida (Udine) |       |      |                                                    |

| Nola 19 ottobre 1986 5ª giornata | Nola          | 0 – 0 | Juventus Stabia | Stadio Comunale Piazza d'Armi\| Arbitro: \| Guida Rutilio \| |
| Arbitro:                         | Guida Rutilio |       |                 |                                                              |

| Arbitro: | Mitrugno (Legnano) |

|             |           |  |
| Onorato 79’ | Marcatori |  |

| Arbitro: | Borghesi (Rimini) |

|                       |           |             |
| Piccinetti 23’ (rig.) | Marcatori | 18’ Ramundo |

| Arbitro: | Destro (Novi Ligure) |

|                |           |                |
| Carannante 84’ | Marcatori | 46’ Piccinetti |

| Arbitro: | Mizzarri (Ferrara) |

|              |           |             |
| Mordocco 66’ | Marcatori | 71’ Gaudino |

| Arbitro: | Girodano (Udine) |

|                                                     |           |            |
| Capiluongo 25’ De Ponte 38’, 80’ Franchini 68’, 76’ | Marcatori | 70’ Angora |

| Arbitro: | Falca (Pinerolo) |

|                                 |           |                      |
| Pesacane 8’ (aut.) Di Santi 46’ | Marcatori | 31’ De Risi 78’ Tani |

| Arbitro: | Cardone (Milano) |

|                                    |           |  |
| Lo Cascio 80’, 85’ Tani 89’ (rig.) | Marcatori |  |

| Arbitro: | Baglieri (Tivoli) |

|              |           |  |
| Mordocco 83’ | Marcatori |  |

| Arbitro: | Risetti (Voghera) |

|              |           |                |
| Chiaiese 34’ | Marcatori | 43’ Piccinetti |

| Arbitro: | Borghesi (Rimini) |

|               |           |  |
| Lo Cascio 80’ | Marcatori |  |

| Arbitro: | Sileo (Bergamo) |

|              |           |                            |
| Doto 5’, 25’ | Marcatori | 62’, 75’ (rig.) Piccinetti |

| Arbitro: | Gaviraghi (Seregno) |

|              |           |  |
| Mordocco 45’ | Marcatori |  |

#### Girone di ritorno
| Arbitro: | De Angelis (Civitavecchia) |

|                              |           |  |
| Tani 18’ Piccinetti 65’, 65’ | Marcatori |  |

| Arbitro: | Walter Cinciripini (Ascoli Piceno) |

|                      |           |  |
| Galfano 2’ Surro 62’ | Marcatori |  |

| Arbitro: | Telegrafo (Taranto) |

|          |           |  |
| Poli 25’ | Marcatori |  |

| Arbitro: | Piana (Modena) |

|                           |           |                |
| Angora 69’ Pellegrini 90’ | Marcatori | 67’ Sorrentino |

| Castellammare di Stabia 22 febbraio 1987 22ª giornata | Juventus Stabia     | 0 – 0 | Nola | Stadio Romeo Menti (3 000 spett.)\| Arbitro: \| Scaramazza (Modena) \| |
| Arbitro:                                              | Scaramazza (Modena) |       |      |                                                                        |

| Arbitro: | Cucchiara (Bari) |

|              |           |                 |
| Raimondo 80’ | Marcatori | 30’ Buoncammino |

| Arbitro: | Tommasi (Pavia) |

|             |           |          |
| Ramundo 85’ | Marcatori | 14’ Tani |

| Arbitro: | Tosiraghi (Monza) |

|                |           |  |
| Piccinetti 27’ | Marcatori |  |

| Arbitro: | Pegoretti (Trieste) |

|                               |           |  |
| Di Liso 50’ Mariotti 70’, 75’ | Marcatori |  |

| Arbitro: | Capovilla (Verona) |

|  |           |               |
|  | Marcatori | Franchini 70’ |

| Arbitro: | Mitrugno (Legnano) |

|                        |           |  |
| Angora 34’, 44’ (rig.) | Marcatori |  |

| Caltanissetta 26 aprile 1987 29ª giornata | Nissa            | 0 – 0 | Nola | Stadio Palmintelli\| Arbitro: \| Panieri (Tivoli) \| |
| Arbitro:                                  | Panieri (Tivoli) |       |      |                                                      |

| Arbitro: | Scardia (Lecce) |

|                        |           |                 |
| Tomasino 21’ Torti 73’ | Marcatori | 76’ (rig.) Izzo |

| Arbitro: | Tommasi (Pavia) |

|                |           |            |
| Pellegrini 77’ | Marcatori | 75’ Coscia |

| Arbitro: | Risetti (Voghera) |

|                                    |           |                 |
| Sapio 63’ Caruso 65’ Tarantino 79’ | Marcatori | 15’ (rig.) Izzo |

| Arbitro: | Scaramuzza (Mestre) |

|              |           |                                    |
| Mordocco 80’ | Marcatori | 68’ Paolucci 88’ (aut.) Pagliarulo |

| Arbitro: | Destro (Novi Ligure) |

|                  |           |                           |
| Silenzi 45’, 78’ | Marcatori | 43’ Pellegrini 83’ Angora |

### Coppa Italia Serie C
| Arbitro: | Capogreco (Catanzaro) |

|              |           |           |
| Raimondo 90’ | Marcatori | 1’ Iscaro |

| Arbitro: | Rivola (Roma) |

|  |           |                                                         |
|  | Marcatori | 30’ Mordocco 57’, 60’ Piccinetti 63’ De Risi 84’ Amelio |

| Arbitro: | Incargiola (Marsala) |

|                                                                 |           |                                  |
| Piccinetti 3’, 9’, 61’ Mordocco 27’ Izzo 68’ (rig.) De Risi 88’ | Marcatori | 43’ Carniola 49’ Sacco 53’ Manzi |

| Benevento 3 settembre 1986 Girone S - 4ª giornata | Benevento       | 2 – 0 (tav.) | Nola | Stadio Santa Colomba\| Arbitro: \| Fucci (Salerno) \| |
| Arbitro:                                          | Fucci (Salerno) |              |      |                                                       |

| Arbitro: | Guida (Palermo) |

|                                           |           |  |
| Raimondo 54’ Izzo 60’ (rig.) Mordocco 80’ | Marcatori |  |

| Arbitro: | Fucci (Salerno) |

|  |           |                |
|  | Marcatori | 27’ Piccinetti |

## Statistiche

### Statistiche di squadra
| Competizione         | Punti | In casa | In casa | In casa | In casa | In casa | In casa | In trasferta | In trasferta | In trasferta | In trasferta | In trasferta | In trasferta | Totale | Totale | Totale | Totale | Totale | Totale | DR  |
| Competizione         | Punti | G       | V       | N       | P       | Gf      | Gs      | G            | V            | N            | P            | Gf           | Gs           | G      | V      | N      | P      | Gf     | Gs     | DR  |
| -------------------- | ----- | ------- | ------- | ------- | ------- | ------- | ------- | ------------ | ------------ | ------------ | ------------ | ------------ | ------------ | ------ | ------ | ------ | ------ | ------ | ------ | --- |
| Serie C2             | 33    | 17      | 8       | 7       | 2       | 23      | 12      | 17           | 0            | 10           | 7            | 12           | 26           | 34     | 8      | 17     | 9      | 35     | 38     | -3  |
| Coppa Italia Serie C | 10    | 3       | 2       | 1       | 0       | 11      | 4       | 3            | 2            | 1            | 0            | 6            | 0            | 6      | 4      | 2      | 0      | 17     | 4      | +13 |
| Totale               | 43    | 20      | 10      | 8       | 2       | 34      | 16      | 20           | 2            | 11           | 7            | 18           | 26           | 40     | 12     | 19     | 9      | 52     | 42     | +10 |

### Andamento in campionato
| Giornata  | 1 | 2 | 3 | 4 | 5 | 6 | 7 | 8 | 9 | 10 | 11 | 12 | 13 | 14 | 15 | 16 | 17 | 18 | 19 | 20 | 21 | 22 | 23 | 24 | 25 | 26 | 27 | 28 | 29 | 30 | 31 | 32 | 33 | 34 |
| --------- | - | - | - | - | - | - | - | - | - | -- | -- | -- | -- | -- | -- | -- | -- | -- | -- | -- | -- | -- | -- | -- | -- | -- | -- | -- | -- | -- | -- | -- | -- | -- |
| Luogo     | T | C | C | T | C | T | C | T | C | T  | T  | C  | C  | T  | C  | T  | C  | C  | T  | T  | C  | T  | C  | T  | C  | T  | C  | C  | T  | T  | C  | T  | C  | T  |
| Risultato | N | N | N | N | N | P | N | P | N | P  | N  | V  | V  | N  | V  | N  | V  | V  | P  | P  | V  | N  | N  | V  | V  | P  | P  | V  | N  | P  | N  | P  | P  | N} |

Fonte: 
Legenda:

Luogo: C = Casa; T = Trasferta. Risultato: V = Vittoria; N = Pareggio; P = Sconfitta.

### Statistiche dei giocatori
| Giocatore      | Serie C2 | Serie C2 | Serie C2    | Serie C2   | Coppa Italia Serie C | Coppa Italia Serie C | Coppa Italia Serie C | Coppa Italia Serie C | Totale   | Totale | Totale      | Totale     |
| Giocatore      | Presenze | Reti     | Ammonizioni | Espulsioni | Presenze             | Reti                 | Ammonizioni          | Espulsioni           | Presenze | Reti   | Ammonizioni | Espulsioni |
| -------------- | -------- | -------- | ----------- | ---------- | -------------------- | -------------------- | -------------------- | -------------------- | -------- | ------ | ----------- | ---------- |
| G. Amelio      | 0        | 0        | 0           | 0          | 1                    | 0                    | ?                    | 0                    | 1        | 0      | 0+          | 0          |
| P. Angora      | 22       | 6        | ?           | 0          | 5                    | 0                    | ?                    | 0                    | 27       | 6      | ?           | 0          |
| S. Boggia      | 5        | 0        | ?           | 0          | 1                    | 0                    | ?                    | 0                    | 6        | 0      | ?           | 0          |
| N. Cassano     | 21       | 1        | ?           | 0          | 5                    | 1                    | ?                    | 0                    | 26       | 2      | ?           | 0          |
| O. Dalla Buona | 20       | 0        | 1+          | 0          | 6                    | 0                    | ?                    | 0                    | 26       | 0      | 1+          | 0          |
| S. De Riggi    | 2        | 0        | ?           | 0          | 0                    | 0                    | ?                    | 0                    | 2        | 0      | ?           | 0          |
| A. De Risi     | 13       | 1        | ?           | 0          | 6                    | 2                    | ?                    | 0                    | 19       | 3      | ?           | 0          |
| E. Di Baia     | 22       | 1        | 2+          | 1          | 0                    | 0                    | 0                    | 0                    | 22       | 1      | 2+          | 1          |
| A. Falanga     | 22       | 0        | ?           | 0          | 0                    | 0                    | 0                    | 0                    | 22       | 0      | 0+          | 0          |
| L. Ferrentino  | 0        | 0        | 0           | 0          | 1                    | 0                    | 0                    | 0                    | 1        | 0      | 0           | 0          |
| L. Iodice      | 30       | 0        | ?           | 0          | 6                    | 0                    | ?                    | 0                    | 36       | 0      | ?           | 0          |
| D. Izzo        | 24       | 2        | 2+          | 1          | 6                    | 2                    | ?                    | 0                    | 30       | 4      | 2+          | 1          |
| V. La Manna    | 17       | 0        | ?           | 0          | 6                    | 0                    | ?                    | 0                    | 23       | 0      | ?           | 0          |
| S. Lo Cascio   | 10       | 2        | ?           | 0          | 0                    | 0                    | 0                    | 0                    | 10       | 2      | 0+          | 0          |
| L. Mordocco    | 31       | 5        | ?           | 0          | 6                    | 3                    | ?                    | 0                    | 37       | 8      | ?           | 0          |
| C. Pagliarulo  | 34       | -38      | ?           | 0          | 6                    | -4                   | ?                    | 0                    | 40       | -42    | ?           | 0          |
| C. Pellegrini  | 12       | 3        | ?           | 0          | 0                    | 0                    | 0                    | 0                    | 12       | 3      | 0+          | 0          |
| F. Pesacane    | 27       | 0        | 2+          | 0          | 0                    | 0                    | 0                    | 0                    | 27       | 0      | 2+          | 0          |
| F. Piccinetti  | 21       | 9        | 1+          | 0          | 5                    | 6                    | ?                    | 0                    | 26       | 15     | 1+          | 0          |
| M. Quercioli   | 18       | 0        | 1+          | 0          | 0                    | 0                    | 0                    | 0                    | 18       | 0      | 1+          | 0          |
| C. Raimondo    | 28       | 1        | 1+          | 0          | 6                    | 2                    | ?                    | 0                    | 34       | 3      | 1+          | 0          |
| N. Rega        | 2        | 0        | ?           | 0          | 1                    | 0                    | ?                    | 0                    | 3        | 0      | ?           | 0          |
| M. Ruffelli    | 31       | 0        | 2+          | 0          | 6                    | 0                    | ?                    | 0                    | 37       | 0      | 2+          | 0          |
| D. Tani        | 24       | 4        | ?           | 0          | 0                    | 0                    | 0                    | 0                    | 24       | 4      | 0+          | 0          |
| G. Torino      | 0        | 0        | 0           | 0          | 1                    | 0                    | 0                    | 0                    | 1        | 0      | 0           | 0          |
| A. Vergari     | 4        | 0        | ?           | 0          | 5                    | 0                    | ?                    | 0                    | 9        | 0      | ?           | 0          |